# Falsamblesthis seriepilosa
Falsamblesthis seriepilosa là một loài bọ cánh cứng trong họ Cerambycidae.